# Jasminka Guber
Jasminka Guber (10 augustus 1986) is een Bosnisch atlete, die is gespecialiseerd in de 1500 m. Ze nam eenmaal deel aan de Olympische Spelen, maar behaalde hierbij geen medailles.
Op de Olympische Spelen van 2004 in Athene werd Guber in de reeksen van de 1500 m uitgeschakeld in een tijd van 4.17,75. 

## Persoonlijke records
Outdoor
| Onderdeel           | Prestatie | Datum            | Plaats         |
| ------------------- | --------- | ---------------- | -------------- |
| 1500 m              | 4.17,75   | 24 augustus 2004 | Athene         |
| 3000 m              | 9.17,88   | 1 juli 2004      | Rijeka         |
| 5000 m              | 16.26,80  | 20 juni 2004     | Novi Sad       |
| 3000 m steeplechase | 10.41,12  | 2 juni 2007      | Hradec Králové |